# 長吻真鯊
長吻真鲨（學名：Carcharhinus signatus），為軟骨魚綱板鰓亞綱真鯊目真鲨科的其中一種，被IUCN列為瀕危保育類動物，由古巴動物學家Felipe Poey於1868年在Repertorio fisico-natural de la isla de Cuba 的系列論文中首次發表，將本物種命名為Hypoprion signalatus。1973年，Leonard Compagno將Hypoprion屬與真鯊屬同義，本種尚未指定模式標本。分布於大西洋海域，在西大西洋，從美國德拉瓦州到佛羅里達州、巴哈馬與古巴至巴西南部與阿根廷；在東大西洋，從塞內加爾到象牙海岸、迦納到喀麥隆、剛果至那米比亞北部海域，深度0至600公尺，本魚體型修長，鼻子長又尖，鼻孔兩側有發達的皮瓣，眼大呈圓形，顏色綠色，瞳孔不規則形狀，具有瞬膜，嘴角處沒有明顯的皺紋，雙顎兩側通常有15列齒，每顆上顎牙都有一個光滑到鋸齒狀的邊緣，下排牙齒直立且邊緣光滑，五對鰓縫相當短。胸鰭的長度不到身體總長度的五分之一，並且逐漸變細，尖端略呈圓形，背鰭2個，第一背鰭相對較小，呈三角形且尖，起於胸鰭尖端，第二背鰭比第一背鰭小得多，起於臀鰭上方或稍前方，體上部灰藍色或棕色，腹面白色，沒有鰭斑紋。每側都有一條微弱的帶紋，有時背面散佈著小黑點，體長可達280公分，體重可達76.6公斤。棲息在大陸棚及島嶼棚沿岸及外海，成群活動，活動力強，多半在黃昏及黎明活動，屬肉食性，以硬骨魚、頭足類及甲殼類等為食，胎生，為具經濟價值的魚類，魚肉和魚鰭可食用，肝臟可製作魚肝油，通常為延繩釣所捕獲，國際自然保護聯盟在全球範圍內將長吻真鯊評估為瀕危物種，理由是其繁殖速度緩慢，且在捕撈壓力下數量呈現歷史性下降，它也被美國漁業協會列為易危物種。

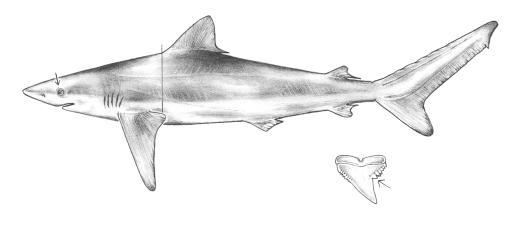
長吻真鯊及其牙齒的繪圖
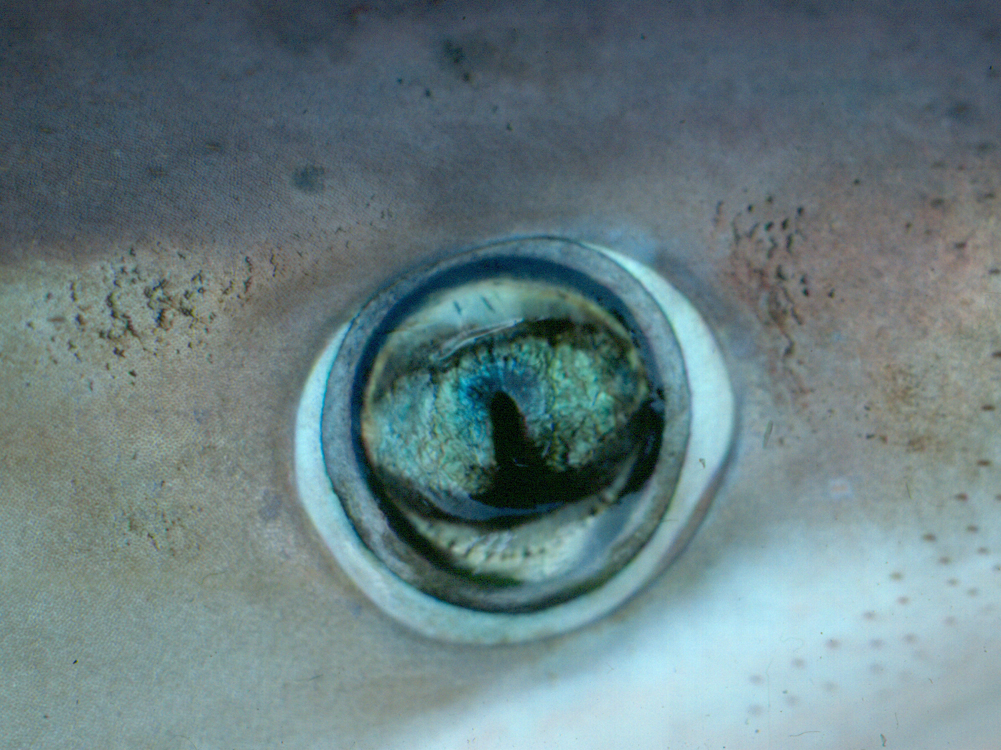
長吻真鯊的眼睛呈亮綠色
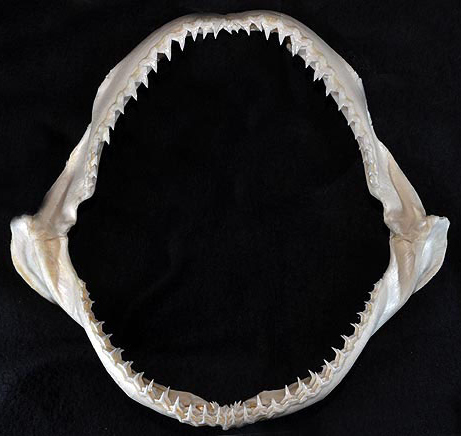
上下顎
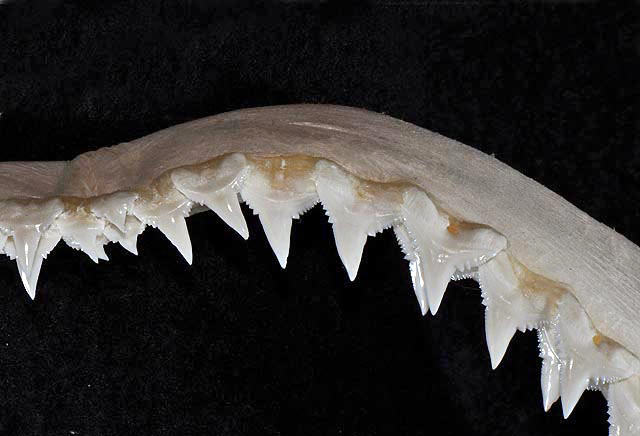
上顎牙齒
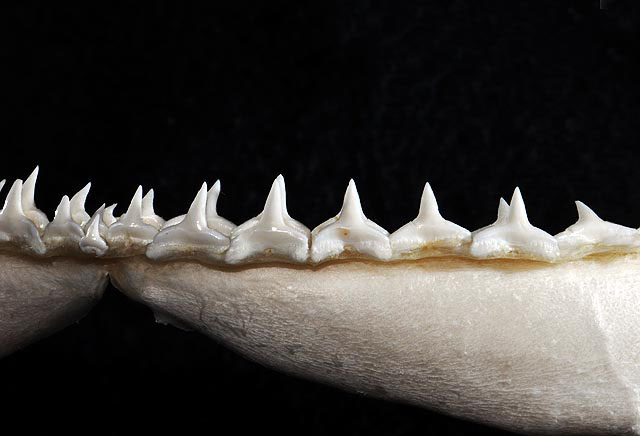
下顎牙齒